# Mammea cordata
Mammea cordata är en tvåhjärtbladig växtart som beskrevs av P.F. Stevens. Mammea cordata ingår i släktet Mammea och familjen Calophyllaceae. Inga underarter finns listade i Catalogue of Life.